# Квинт Антоний Бальб
Квинт Анто́ний Бальб (лат. Quintus Antonius Balbus; погиб в 82 году до н. э., провинция Сардиния, Римская республика) — римский военачальник и политический деятель из плебейского рода Антониев, претор 82 года до н. э.
Квинт Антоний упоминается в источниках только в связи со своей претурой, когда он был наместником Сардинии. Луций Корнелий Сулла, воевавший с марианцами в Италии, направил на Сардинию своего легата Луция Марция Филиппа. В боях с ним Бальб, по словам эпитоматора Тита Ливия, был «вытеснен и убит».
Сохранились денарии с надписью «Q. Anto(nius) Balb(us) pr(aetor)».